# Giải MAMA cho Nữ nghệ sĩ xuất sắc nhất
Giải MAMA cho Nữ nghệ sĩ xuất sắc nhất (tiếng Hàn: 여자 가수상), trước đây là Giải thưởng Âm nhạc Châu Á Mnet cho Nữ nghệ sĩ xuất sắc nhất, là một giải thưởng được trao hàng năm bởi CJ E&M (Mnet) tại lễ trao giải MAMA cho nữ nghệ sĩ đạt thành tích xuất sắc nhất trong ngành công nghiệp âm nhạc của năm. Giải được trao lần đầu tiên cho Uhm Jung-hwa (với bài hát "I Don't Know") tại lễ trao giải Mnet Video Music Awards (tên gọi ban đầu của giải MAMA) lần thứ nhất vào năm 1999.

## Danh sách nghệ sĩ được đề cử và giành chiến thắng

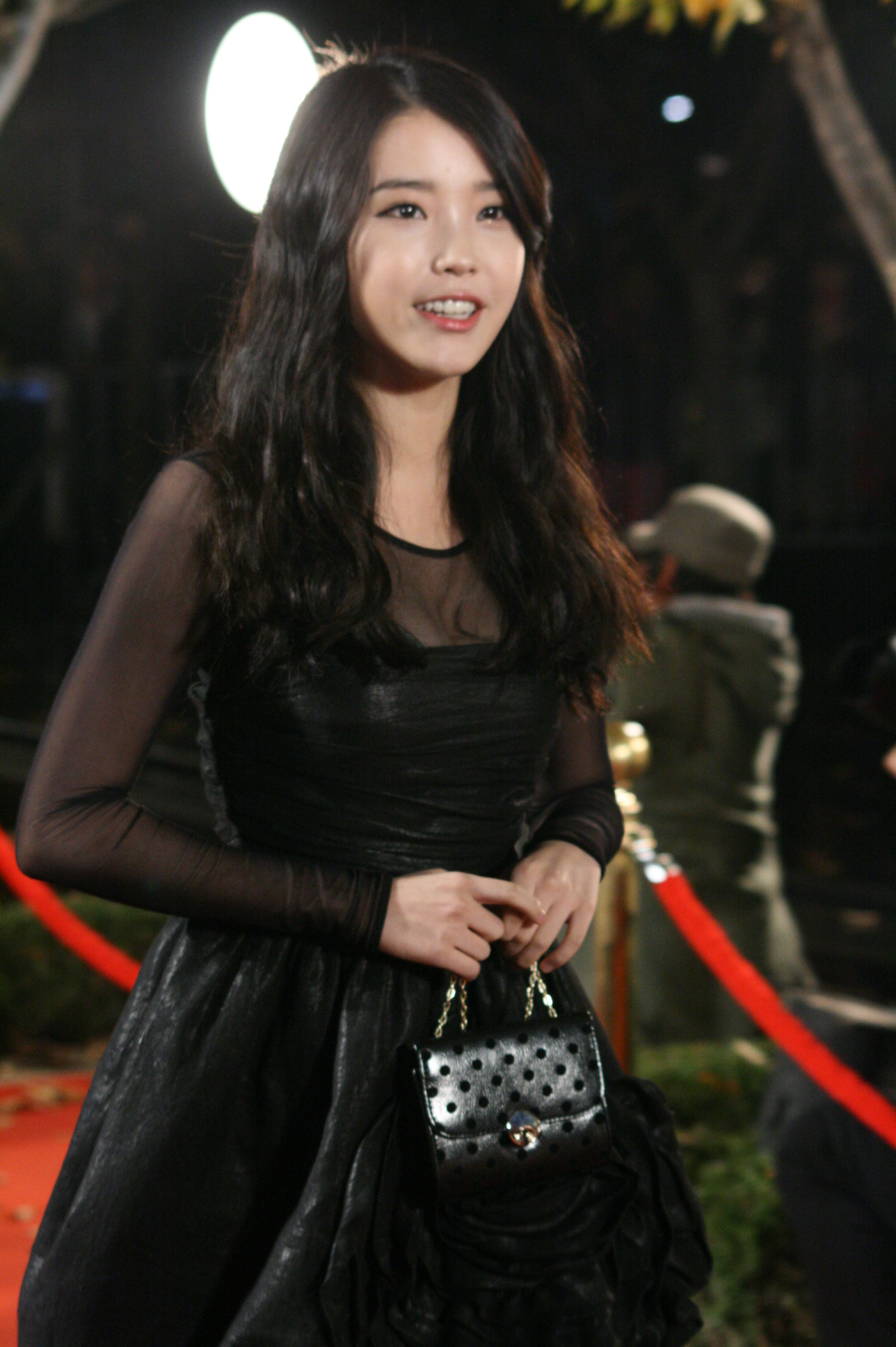
IU đã giành chiến thắng 5 lần (2012, 2014, 2017, 2020-21)

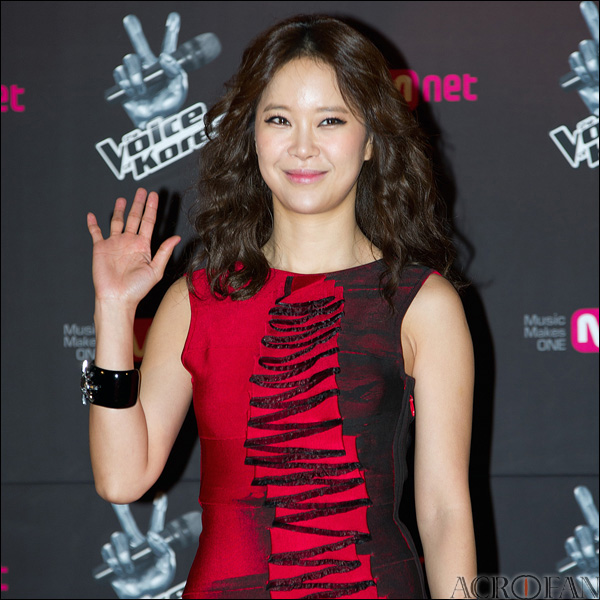
Baek Ji-young đã giành chiến thắng 3 lần (2006, 2009, 2011)

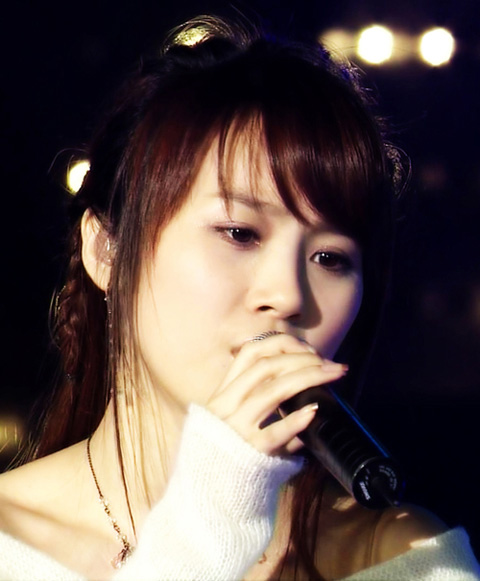
Lee Soo-young đã giành chiến thắng 2 lần liên tiếp (2003-04)

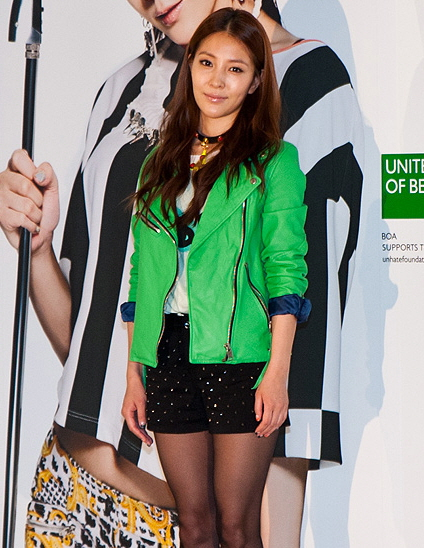
BoA đã giành chiến thắng 2 lần (2005, 2010)

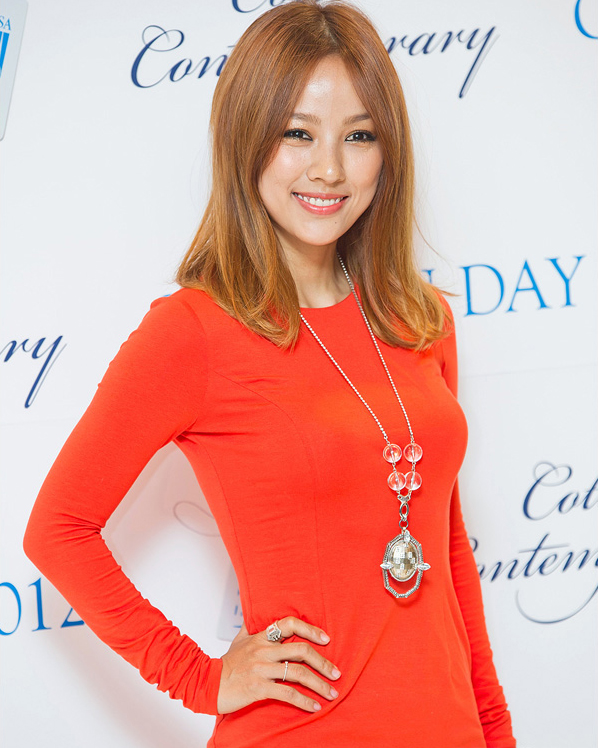
Lee Hyori đã giành chiến thắng 2 lần (2008, 2013)

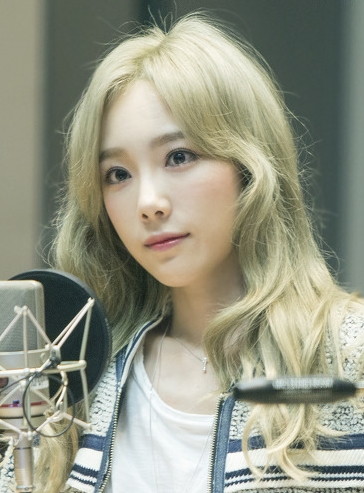
Kim Tae-yeon đã giành chiến thắng 2 lần liên tiếp (2015-16)

### Thập niên 1990–2000
| Năm         | Nghệ sĩ giành chiến thắng | Bài hát                      | Đề cử |
| ----------- | ------------------------- | ---------------------------- | --- |
| 1999 (1st)  | Uhm Jung-hwa              | "I Don't Know"               | - Kim Jin-won – "Happy Birthday To You" - Lena Park – "A Person in My Dream" - Park Ji-yoon – "I Do Not Know Anything" - Yangpa – "Adios" |
| 2000 (2nd)  | Park Ji-yoon              | "Coming of Age Ceremony"     | - Kim Hyun-jung – "Are You Really" - Baek Ji-young – "Sad Salsa" - Uhm Jung-hwa – "Cross" - Lee Jung-hyun – "Peace"                       |
| 2001 (3rd)  | Kim Hyun-jung             | "You Who Left"               | - Yangpa – "Special Night" - Uhm Jung-hwa – "Crack" - J – "The Saddest Words" - T – "As Time Goes By"                                     |
| 2002 (4th)  | Jang Na-ra                | "Sweet Dream"                | - Kim Hyun-jung – "Knife" - BoA – "No. 1" - Wax – "Please" - Lee Soo-young – "La La La"                                                   |
| 2003 (5th)  | Lee Soo-young             | "Solitary"                   | - Bada – "Music" - BoA – "Atlantis Princess" - Wax – "Relationship" - Lee Hyori – "10 Minutes"                                            |
| 2004 (6th)  | Lee Soo-young             | "Whistle to Me"              | - Gummy – "Loss Of Memory" - BoA – "My Name" - Eugene – "Windy" - Jang Na-ra – "Is That True?                                             |
| 2005 (7th)  | BoA                       | "Girls on Top"               | - Gummy – "No" - Lexy – "Tears" - Jang Yoon-jeong – "Really!" - Chae Yeon – "Two Of Us"                                                   |
| 2006 (8th)  | Baek Ji-young             | "I Won't Love"               | - Bada – "V.I.P" - Park Jung-ah – "Yeah" - Lee Soo-young – "Grace" - Lee Hyori – "Shall We Dance?"                                        |
| 2007 (9th)  | Ivy                       | "Sonata of Temptation"       | - Baek Ji-young – "I Only Need One Love" - Yangpa – "Love... What Is It?" - Lee Hyori – "Toc Toc Toc" - Chae Yeon – "My Love"             |
| 2008 (10th) | Lee Hyori                 | "U-Go-Girl"                  | - Gummy – "I'm Sorry" ft. T.O.P - Seo In-young – "Cinderella" - Uhm Jung-hwa – "Disco" ft. T.O.P - Younha – "Telepathy"                   |
| 2009 (11th) | Baek Ji-young             | "Like Being Hit by a Bullet" | - Bada – "Mad" ft. Untouchable - Son Dam-bi – Saturday Night - Younha – "123" - Chae Yeon – "Shake"                                       |

### Thập niên 2010–2020
| Năm         | Nghệ sĩ giành chiến thắng | Bài hát           | Đề cử |
| ----------- | ------------------------- | ----------------- | --- |
| 2010 (12th) | BoA                       | "Hurricane Venus" | - Gummy – "Because You're a Man" - Son Dam-bi – "Queen" - Seo In-young – "Written as Love, Sung as Pain" - Lee Hyori – "Chitty Chitty Bang Bang" (feat. Ceejay) |
| 2011 (13th) | Baek Ji-young             | "Ordinary"        | - Kim Wan-sun – "Super Love" - Seo In-young – "Into The Rhythm" - IU – "Good Day" - G.NA – "Black And White"                                                    |
| 2012 (14th) | IU                        | "You and I"       | - Baek Ji-young – "Voice" - BoA – "Only One" - Ga-in – "Bloom" - G.NA – "2Hot"                                                                                  |
| 2013 (15th) | Lee Hyori                 | "Bad Girls"       | - Ailee – "U&I" - Baek Ji-young – "Hate" - IU – "The Red Shoes" - Sunmi – "24 Hours"                                                                            |
| 2014 (16th) | IU                        | "Friday"          | - Sunmi – "Full Moon" - Ailee – "Singing Got Better" - Hyuna – "Red" - Hyolyn – "One Way"                                                                       |
| 2015 (17th) | Taeyeon                   | "I"               | - BoA – "Kiss My Lips" - IU – "Twenty Three" - Ailee – "Mind Your Own Business" - Hyuna – "Roll Deep"                                                           |
| 2016 (18th) | Taeyeon                   | "Why"             | - Ailee – "Home" - Baek Ayeon – "So-So" - Lee Hi – "Breathe" - Jeong Eunji – "Hopefully Sky"                                                                    |
| 2017 (19th) | IU                        | "Palette"         | - Sunmi – "Gashina" - Suzy – "Yes No Maybe" - Taeyeon – "Fine" - Heize – "You, Clouds, Rain"                                                                    |
| 2018 (20th) | Sunmi                     | "Siren"           | - IU – "Bbibbi" - Chungha – "Roller Coaster" - Taeyeon – "Something New" - Heize – "Jenga"                                                                      |
| 2019 (21st) | Chungha                   | "Gotta Go"        | - Jennie – "Solo" - Taeyeon – "Four Seasons" - Heize – "She's Fine" - Hwasa – "Twit"                                                                            |
| 2020 (22nd) | IU                        | "Blueming"        | - Sunmi – "Pporappippam" - Chungha – "Play" - Taeyeon – "Spark" - Hwasa – "Maria"                                                                               |
| 2021 (23rd) | IU                        | "Celebrity"       | - Heize – "Happen" - Lisa – "Lalisa" - Rosé – "On the Ground" - Taeyeon – "Weekend"                                                                             |
| 2022 (24th) | TBA                       | TBA               | - Taeyeon – "INVU" - IU – "Winter Sleep" - Miyeon – "Drive" - Nayeon – "Pop!" - Seulgi – "28 Reasons"                                                           |

## Kỷ lục
Tính đến năm 2020, 6 nghệ sĩ đã giành được giải MAMA cho Nữ nghệ sĩ xuất sắc nhất nhiều hơn một lần.
5 lần
- IU

3 lần
- Baek Ji-young

2 lần
- Lee Hyori
- BoA
- Lee Soo-young
- Taeyeon